# Lucky Jones
Pour les articles homonymes, voir Jones.

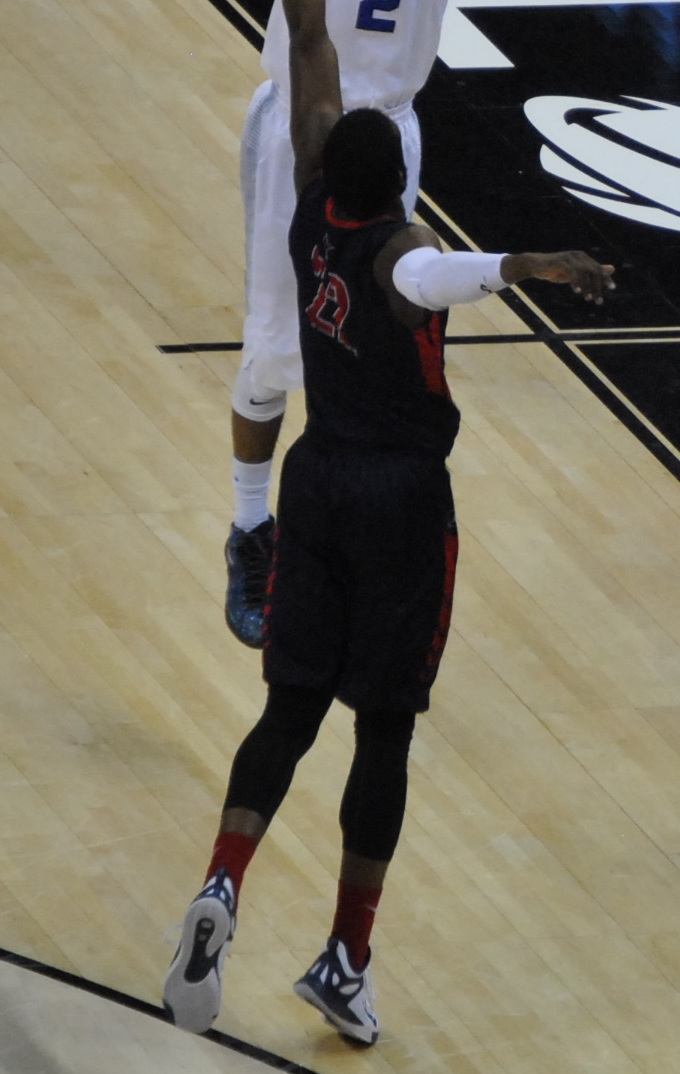

Lucious L. Jones dit Lucky Jones, né le 22 avril 1993 à Newark au New Jersey, est un joueur américain de basket-ball. Il évolue aux postes d'arrière et d'ailier.

## Biographie

### Carrière universitaire
Il passe ses quatre années universitaires à l'université Robert Morris où il joue pour les Colonials entre 2011 et 2015.

### Carrière professionnelle
Le 25 juin 2015, lors de la draft 2015 de la NBA, automatiquement éligible, il n'est pas sélectionné.
Le 7 juillet 2015, il signe son premier contrat professionnel en Belgique au Liège Basket.
Le 5 juillet 2016, il signe en France et signe au Hyères Toulon Var Basket qui évolue en première division en 2016-2017.

## Statistiques

### Universitaires
| Saison    | Équipe        | Matchs | Titul. | Min./m | % Tir | % 3pts | % LF | Rbds/m. | Pass/m. | Int/m. | Ctr/m. | Pts/m. |
| --------- | ------------- | ------ | ------ | ------ | ----- | ------ | ---- | ------- | ------- | ------ | ------ | ------ |
| 2011-2012 | Robert Morris | 35     | 10     | 23,5   | 39,3  | 27,8   | 76,1 | 6,09    | 0,97    | 0,17   | 0,11   | 8,46   |
| 2012-2013 | Robert Morris | 34     | 31     | 28,1   | 45,9  | 42,7   | 82,2 | 5,97    | 1,53    | 1,26   | 0,12   | 11,62  |
| 2013-2014 | Robert Morris | 36     | 35     | 29,7   | 39,2  | 35,9   | 80,6 | 6,83    | 1,58    | 1,25   | 0,44   | 13,86  |
| 2014-2015 | Robert Morris | 31     | 19     | 29,8   | 39,0  | 33,1   | 78,9 | 5,94    | 1,39    | 1,35   | 0,39   | 14,26  |
| Total     |               | 136    | 95     | 27,7   | 40,5  | 35,1   | 79,7 | 6,22    | 1,37    | 1,26   | 0,26   | 12,00  |

### Professionnelles

#### En Europe
| Saison    | Équipe        | Matchs | Titul. | Min./m | % Tir | % 3pts | % LF  | Rbds/m. | Pass/m. | Int/m. | Ctr/m. | Pts/m. |
| --------- | ------------- | ------ | ------ | ------ | ----- | ------ | ----- | ------- | ------- | ------ | ------ | ------ |
| 2015-2016 | Liège         | 31     | 30     | 30,3   | 42,3  | 36,1   | 77,4  | 5,16    | 1,48    | 2,52   | 0,23   | 14,32  |
| 2016-2017 | Hyères Toulon | 6      | 3      | 24,2   | 37,8  | 34,6   | 100,0 | 4,00    | 1,67    | 1,83   | 0,33   | 7,67   |

Mise à jour le 30 octobre 2016

## Palmarès et distinctions

### Palmarès
- NABC All-District (18) Second Team (2014, 2015)
- All-NEC Second Team (2014, 2015)
- All-NEC Third Team (2013)
- NEC All-Tournament Team (2014, 2015)
- NEC All-Rookie Team (2012)

### Distinctions personnelles
- 1 fois joueur de la semaine en championnat de Belgique[3].